# Opowieść Wigilijna Smerfów
Opowieść Wigilijna Smerfów (ang. The Smurfs A Christmas Carol) – amerykański krótkometrażowy film animowany z 2011 roku.

## Fabuła
W noc wigilijną smerfa Marudę odwiedzają trzy duchy: Duch Dawnych Świąt Bożego Narodzenia (Smerfetka), Duch Obecnych Świąt (Ważniak) i Duch Świąt Przyszłych (Osiłek).

## Wersja polska
W wersji polskiej udział wzięli:
- Andrzej Gawroński – Papa Smerf
- Zbigniew Konopka – Maruda
- Dariusz Błażejewski – Ważniak
- Małgorzata Socha – Smerfetka
- Jerzy Stuhr – Gargamel
- Grzegorz Drojewski – Ciamajda
- Aleksander Mikołajczak – Smerf Kucharz
- Karol Wróblewski – Zgrywus

i inni